# Hell's Kitchen (TV-serie)
Hell's Kitchen är en amerikansk realityserie och matlagningsprogram som hade premiär i USA den 30 maj 2005. Det har därefter sänts även i många andra länder. Programmet leds av den brittiske stjärnkocken Gordon Ramsay. I introt spelas funklåten "Fire" av Ohio Players (Säsong 1-18). Det finns en brittisk version med samma upplägg och programledare, men det är den amerikanska som sänds i svenska TV3.

## Handling
Ett antal deltagare, varierande mellan 12 och 18 stycken, tävlar om att bli kökschef på en restaurang någonstans i USA och om 250 000 dollar i prispengar. I säsong 6 och 7 låg restaurangen som deltagarna tävlade om utanför USA, i Whistler i Kanada respektive i London i Storbritannien.
Innan tävlingen börjar lär Ramsay känna deltagarna, genom att de gör en signaturrätt som visar vem de är. Ramsay smakar på deras rätter och ger kommentarer om smak och upplägg. Därefter delas kockarna in i två lag, det röda laget och det blå laget. Lagen brukar oftast vara indelade i män och kvinnor för sig, men i den första säsongen var det mixade lag. När det återstår fem till sex deltagare bildas ett enda lag där de återstående deltagarna tävlar mot varandra, samtidigt som de måste samarbeta i köket. När det bara återstår två deltagare är det final, där båda finalisterna agerar kökschef i varsitt kök. Ramsay brukar då bjuda in tidigare utslagna deltagare som ska hjälpa finalisterna.
Varje avsnitt inleds med en pristävling, där det vinnande laget får ett pris; exempelvis i form av en utflykt, helikoptertur eller liknande. Det förlorande laget får istället slita i köket, de kan få städa eller förbereda inför kvällens servering genom att till exempel ta emot varuleveranser och bära in varorna i skafferiet, skala potatis med mera.
På kvällen är det dags att visa sina kunskaper i matlagning. Det gäller för lagen att klara av lagutmaningen och servera sina rätter till kvällens gäster i restaurangen. Men gästerna är många och kockarna är få och de får det stressigt och gör misstag. Om det går väldigt dåligt brukar Ramsay stänga ner köket tidigare än planerat. Laget som har presterat sämst tvingas nominera två stycken av medlemmarna i laget till eliminering. Det är oftast den som presterat bäst i det sämsta laget som får uppgiften att nominera två av sina lagkamrater till eliminering. När det har gått riktigt dåligt, och det inte finns någon som presterade bäst bland de sämsta, får laget gemensamt bestämma sig för vilka två de ska nominera. Ibland går hela kvällen riktigt dåligt och då måste båda lagen välja antingen en eller två personer från laget som de ska nominera till eliminering. Därefter väljer Ramsay vilken av de nominerade som måste åka hem. Ibland väljer Ramsay att skicka hem någon annan än de nominerade om han tycker att lagen har valt att nominera fel personer till eliminering. Ibland händer det också att Ramsay slänger ut någon ur tävlingen på direkten i köket om denna presterar extremt dåligt. Hittills har ingen första servering gått felfri.

## Säsongerna

### Säsong 1
Den första säsongen hade premiär i USA den 30 maj 2005. Finalen sändes den 1 augusti. Säsongen hade 12 deltagare. Vinnaren blev Michael Wray. Han accepterade ett erbjudande om att jobba med Ramsay i London, men ändrade sig. Han var köksmästare på restaurangen Tatou i Los Angeles. Tvåan denna säsong blev Ralph Pagano. De övriga 10 deltagarna var i den ordning de blev eliminerade: Carolann Valentino, Jeff Dewberry, Jeff LaPoff (lämnade frivilligt), Wendy Liu, Mary Ellen Daniels, Chris North, Andrew Bonito, Jimmy Casey, Elsie Ramos, Jessica Cabo. Observera att Jeff LaPoff och Wendy Liu lämnade tävlingen i samma program, dock lämnade Jeff LaPoff programmet frivilligt, medan Wendy Liu blev eliminerad.

### Säsong 2
Den andra säsongen hade premiär i USA den 12 juni 2006. Finalen sändes den 14 augusti. Säsongen hade 12 deltagare. Vinnaren blev Heather West. Priset var att hon blev näst högsta kock på restaurangen Terra Rossa på Red Rock Casino, Resort & Spa i Las Vegas. Efter det att hennes kontrakt med Terra Rossa upphört blev hon kock på Broadway Grill i Seattle. Tvåan denna säsongen blev Virginia Dalbeck. De övriga 10 deltagarna var i den ordning de blev eliminerade: Polly Holladay, Larry Sik (lämnade på grund av sjukdom), Gabe Cunningham, Giacomo Alfieri, Tom Pauley, Rachel Brown, Maribel Miller, Garrett Telle, Sara Horowitz, Keith Greene. Observera att Larry Sik och Gabe Cunningham lämnade tävlingen i samma program, dock fick Larry Sik lämna programmet på grund av sjukdom, medan Gabe Cunningham blev eliminerad.

### Säsong 3
Den tredje säsongen hade premiär i USA den 4 juni 2007. Finalen sändes den 13 augusti. Säsongen hade 12 deltagare. Vinnaren blev Rahman "Rock" Harper. Priset var att bli köksmästare på restaurangen Terra Verde på Green Valley Ranch i Henderson, Nevada. Tvåan detta året blev Bonnie Muirhead. De övriga 10 deltagarna var i den ordning de blev eliminerade: Tiffany Nagel, Eddie Langley, Aaron Song (lämnade på grund av sjukdom), Joanna Dunn, Vinnie Fama, Melissa Firpo, Brad Miller, Josh Wahler, Julia Williams, Jen Yemola. Observera att Aaron Song och Jonna Dunn lämnade tävlingen i samma program, dock fick Aaron Song lämna programmet på grund av sjukdom, medan Joanna Dunn blev eliminerad.

### Säsong 4
Den fjärde säsongen hade premiär i USA den 1 april 2008. Finalen sändes den 8 juli. Man tidigarelade säsongen på grund av strejken hos Hollywoods manusförfattare. I denna säsong var det för första gången 15 tävlande istället för 12. Vinnaren blev Christina Machamer. Priset var ett års kontrakt som högsta chef för Gordon Ramsays London-restaurang i West Hollywood och 250 000 dollar i prispengar. Kontraktet med Ramsay varade i ett år. Christina Machamer har efter detta bland annat arbetat på Thomas Kellers  restaurang Bouchon i Beverly Hills. Tvåan denna säsong blev Louis Petrozza. De övriga 13 deltagarna var i den ordning de blev eliminerade: Dominic DiFrancesco, Sharon Stewart, Jason Underwood, Craig Schneider, Vanessa Gunnell (lämnade på grund av en allvarlig brännskada), Shayna Raichilson-Zadok, Ben Caylor, Rosann Fama, Louross Edralin, Matt Sigel, Bobby Anderson, Jen Gavin, Corey Earling. För första gången blev ingen eliminerad i samma program som en deltagare lämnade programmet på grund av sjukdom/skada/frivilligt. Det var en gåva från Ramsay för att bägge lagen klarade av en sittning utan att Ramsay behövde stänga ner ett eller bägge köken.

### Säsong 5
Den femte säsongen hade premiär i USA den 29 januari 2009. Finalen sändes den 14 maj. Säsongen hade 16 deltagare. Vinnaren blev Danny Veltri. Priset var 250 000 dollar i prispengar samt anställningen som chefskock på Borgata Hotell, Casino och Spa i Atlantic City. Tvåan detta året blev Paula da Silva. De övriga 14 deltagarna var i den ordning de blev eliminerade: Wil Kocol, Ji-Hyun Cha (lämnade frivilligt under elimineringen på grund av en skadad fot), Charlie McKay, Seth Levine, Colleen Cleek, Coi Burruss, J Maxwell, Lacey D'Angelo, LA Limtiaco, Carol Scott, Giovanni Filipponi, Robert Hesse (lämnade på grund av sjukdom), Ben Walanka, Andrea Heinly. Observera att då Ji-Hyun Cha frivilligt lämnade programmet så klarade sig Colleen Cleek och Lacey D'Angelo kvar lite längre. Liknande skedde när Robert Hesse tvingades lämna programmet, då klarade sig Ben Walanka och Andrea Heinly kvar en vecka till.

### Säsong 6
Den sjätte säsongen hade premiär i USA den 21 juli 2009. Finalen sändes den 13 oktober. Säsongen hade 17 deltagare. Vinnaren blev Dave Levey. Priset var att han blev chefskock på Araxi Restaurant i Whistler i Kanada. Det var första gången som priset låg utanför USA:s gränser. I denna säsongen blev den andra säsongens vinnare, Heather West, tjejlagets kökschef (souschef). Robert Hesse, som medverkade i säsong 5, men som då tvingades avbryta sin medverkan på grund av sjukdom, återkom till denna säsongen. En av säsongens deltagare fick lämna tävlingen efter att ha hotat Ramsay. För första gången var signaturrätterna den första lagutmaningen, männen vann med 3-2. Tvåan denna säsong blev Kevin Cottle. De övriga 15 deltagarna var i den ordning de blev eliminerade: Louie Cordio, Melinda Meaney, Joseph Tinnelly (utslängd mitt i elimineringen, på grund av att han hotade Ramsay), Tony D'Alessandro, Lovely Jackson, Tek Moore, Jim McGloin, Robert Hesse, Amanda Davenport, Andy Husbands, Sabrina Gresset, Van Hurd, Suzanne Schlicht, Tennille Middleton, Ariel Contreras-Fox. Observera att trots att Joseph Tinnelly blev utslängd så blev fortfarande Tony D'Alessandro eliminerad i samma program, medan både Lovly Jackson och Tennille Middleton i senare program klarade sig kvar en vecka till, eftersom Joseph Tinnelly blev utslängd.

### Säsong 7
Den sjunde säsongen hade premiär i USA den 1 juni 2010. Finalen sändes den 10 augusti. Säsongen hade 16 deltagare. Vinnaren blev Holli Ugalde. Priset var att hon erbjöds att bli kökschef på Ramsays nya restaurang på Savoy Hotel i London. Dock blev det problem med hennes visum, vilket gjorde att hon inte kunde ta jobbet, men hon behöll prissumman på 250 000 dollar. Den sjunde säsongen började sändas på svenska TV3 den 8 september 2010. Återigen var den första tävlingen signaturrätterna, där männen vann med 4-3. Tvåan denna säsong blev Jason "Jay" Santos. De övriga 14 deltagarna var i den ordning de blev eliminerade: Stacey Slichta, Andrew Forster (lämnade frivilligt), Mikey Termini, Jamie Bisoulis, Maria Torrisi, Scott Hawley, Salvatore Coppola, Siobhan Allgood, Fran Klier, Nilka Hendricks, Ed Battaglia, Jason Ellis, Autumn Lewis, Benjamin Knack. Observera att Autumn Lewis och Benjamin Knack blev eliminerade i samma program (innan finalen), med skillnaden att Autumn Lewis blev fyra och Benjamin Knack trea. Även Andrew Forster och Mikey Termini lämnade tävlingen i samma program, dock lämnade Andrew Forster tävlingen frivilligt efter att Ramsay hade kallat honom för en förolämpning för kockindustrin, medan Mikey Termini blev eliminerad.

### Säsong 8
Den åttonde säsongen hade premiär i USA den 22 september 2010. James Lukanik medverkade som ny hovmästare. I avsnitt åtta firade programmet sin hundrade middagsservice. Säsongen hade 16 deltagare. Vinnaren blev Nona Sivley. Priset var att bli kökschef på restaurangen LA Market i Los Angeles. Säsongen började sändas på svenska TV3 den 31 maj. Återigen var den första tävlingen signaturrätterna, där männen vann med 3-3. Tvåan denna säsong blev Russel Kook II. De övriga 14 deltagarna var i den ordning de blev eliminerade: Antonia Boregman (lämnade på grund av sjukdom), Lisa LaFranca, Lewis Curtis, Raj Brandston, Louis Repucci, Emily Kutchins, Melissa Doney, Boris Poleschuk, Rob McCue, Vinny Accardi Jr., Sabrina Brimhall, Gail Novenario, Trev McGrath, Jillian Flathers. Observera att Trev McGrath och Jillian Flathers blev eliminerade i samma program (innan finalen), med skillnaden att Trev McGrath blev fyra och Jillian Flathers trea. Även Antonia Boregman och Lisa La Franca lämnade tävlingen i samma program, dock fick Antonia Boregman lämna tävlingen på grund av sjukdom, medan Lisa LaFranca blev eliminerad.

### Säsong 9
Den nionde säsongen hade premiär i USA den 18 juli 2011. Finalen sändes den 19 september. Säsongen hade 18 deltagare. Vinnaren blev Paul Niedermann. Priset var att bli kökschef på restaurangen BLT Steak i New York. Säsongen började sändas på svenska TV3 den 31 maj 2012. Återigen var den första tävlingen signaturrätterna där männen vann med 6-5. Tvåan denna säsong blev Will Lustberg. De övriga 16 deltagarna var i den ordning de blev eliminerade: Jason Zepaltas (lämnade på grund av sjukdom), Steven Paluba, Brendan Heavey, Amanda Colello, Chino Chang, Gina Melcher, Monterray Keys, Krupa Patel, Jonathon Plumley, Jamie Gregorich, Carrie Keep, Natalie Blake, Elizabeth Bianchi, Jennifer Normant, Tommy Stevens, Elise Wims. Observera att Tommy Stevens och Elise Wims blev eliminerade i samma program (innan finalen), med skillnaden att Tommy Stevens blev fyra och Elise Wims trea. Även Jason Zepaltas och Steven Paluba lämnade tävlingen i samma program, dock fick Jason Zepaltas lämna programmet på grund av sjukdom, medan Steven Paluba blev eliminerad.

### Säsong 10
Den tionde säsongen hade premiär i USA den 4 juni 2012. Finalen sändes den 10 september. Säsongen hade 18 deltagare. Vinnaren blev Christina Wilson. Priset var att bli kökschef på restaurangen Gordon Ramsay Steak i Las Vegas. Säsongen började sändas på svenska TV3 den 31 oktober. Den första tävlingen var återigen signaturrätterna, där kvinnorna för första gången vann tävlingen sedan det blev en lagtävling med 5-3. Tvåan denna säsong blev Justin Antiorio. De övriga 16 deltagarma var i den ordning de blev eliminerade: Tavon Hubbard, Chris Carrero, Briana Swanson, Don Savage, Danielle Rimmer, Guy Vaknin, Roshni Gurnani, Patrick Cassata, Royce Wagner, Tiffany Johnson, Kimmie Willis, Brian Merel, Robyn Almodovar, Clemenza Caserta, Barbie Marshall, Dana Cohen. Observera att Barbie Marshall och Dana Cohen blev eliminerade i samma program (innan finalen), med skillnaden att Barbie Marshall blev fyra och Dana Cohen trea.

### Säsong 11
Säsong 11 hade premiär i USA den 12 mars 2013

### Säsong 12
Säsong 12 hade premiär i USA den 13 mars 2014

### Säsong 13
Säsong 13 hade premiär i USA den 10 september 2014

### Säsong 14
Säsong 14 hade premiär i USA den 3 mars 2015

### Säsong 15
Säsong 15 hade premiär i USA den 15 januari 2016

### Säsong 16
Säsong 16 hade premiär i USA den 26 september 2016

### Säsong 17
Säsong 17 hade premiär i USA den 29 september 2017, nytt från säsong 17 är att varje ny säsong får ett tema och egen undertitel. Säsong 17 har titeln "Hell's kitchen all-stars" och har 16 deltagare från tidigare säsonger av serien.

### Säsong 18
Säsong 18 hade premiär I USA den 28 september 2018. Säsong 18 hade titeln "Hell's Kitchen: Rookies vs. Veterans" och var två lag, det röda laget var nya deltagare i serien och de blåa var gamla deltagare från tidigare säsonger som fick en ny chans att vinna hells kitchen. Dock höll konceptet bara till avsnitt 5 då Gordon Ramsay ändrade tillbaka till män mot kvinnor som har varit i serien sedan säsong 2.

### Säsong 19
Säsong 19 hade premiär I USA den 7 januari 2021 (försenad på grund av covid-19 pandemin). Säsong 19 hade titeln "Hells kitchen: Las Vegas" och nu flyttade dessutom serien från Los Angeles till Las Vegas på grund av pandamin. 

### Säsong 20
Säsong 20 hade premiär i USA 31 maj 2021 (försenad på grund av covid-19 pandemin). Säsong 20 hade titeln "Hell's kitchen: young guns" och endast unga deltagare fick vara med (max ålder 24 år) vinnaren fick förutom en chefsposition vara Gordon Ramsays lärling i olika sammanhang.

### Säsong 21
Säsong 21 hade premiär i USA den 29 september 2022. Säsong 21 hade titeln "Hell's kitchen: Battles of the ages" denna gång var det unga människor (ca 20 år) och äldre (ca 40 år) som möttes, dock redan i fjärde avsnittet blev det män mot kvinnor i alla åldrar på grund av att 40+ laget hade förlorat fyra deltagare och alla tävlingar på bara tre avsnitt. Från säsong 21 var Hell's Kitchen åter igen i Los Angeles efter två säsonger i Las Vegas under Covid-19-pandemin.

### Säsong 22
Säsong 22 hade premiär I USA den 28 september 2023. Säsong 22 hade titeln "Hell's Kitchen: The American Dream" säsongen bygger på "den amerikanska drömmen" för dom som flyttat till USA, dvs alla deltagare är födda utanför USA. 

### Säsong 23
Säsong 23 hade premiär i USA den 26e September 2024. Säsong 23 hade titeln "Hell's Kitchen: Head Chef Only" bara köksmästare (kökschef) är med i serien. Serien är för fösta gången inspelad på USAs östkust (Ledyard, Connecticut).

### Säsong 24
Säsong 24 kommer att ha premiär hösten 2025 och ha undertiteln "Hell's Kitchen: battle of the states"

## DVD-utgåvor
Visual Entertainment har gett ut de första 14 säsongerna av programmet på DVD i region 1 (USA och Kanada). Shock Records har gett ut de första 8 säsongerna på DVD i region 4 (Australien).
Tabellen nedan visar DVD-utgåvor för region 1 (men tabellen är inte komplett).
| DVD-titel                | Antal avsnitt | Utgivningsdatum | Övrig information |
| ------------------------ | ------------- | --------------- | --- |
| Hell's Kitchen: Season 1 | 10            | 8 april 2008    | - Intervju med Kent Weed: Exekutiv producent - En tur genom Hell's Kitchen med Kent Weed - Intervju med Arthur Smith: Exekutiv producent - Intervju med John Janavs: Produktionsdesigner - Intervju med Gordon Ramsay                                                                            |
| Hell's Kitchen: Season 2 | 10            | 27 oktober 2009 | - Intervju med Gordon Ramsay - Intervju med Maryann Salcedo och Scott Liebfried: Souschefs - Intervju med Jean Phillipe Susilovic: Hovmästare - Intervju med de 12 deltagarna - En genomgång av inspelningsplatsen för Hell's Kitchen med Gordon Ramsay - En visning av restaurangen Terra Rossa |